# Visbytravet
Visbytravet eller Skrubbs är en travbana i Visby, Gotland, belägen strax utanför Visby innerstad. Travbanan invigdes 1948.
Visbytravet är den tusenmetersbana som har det kortaste upploppet. Det mäter endast 156 meter.
Det tävlas flitigt på Visbytravet under sommaren, när ön är fylld av semesterfirare. Säsongens toppunkt är Gotlandslöpning som kördes första gången år 1987. Det är ett lopp som har lockat många elithästar till ett gästspel på ön.